# Міршод Атавуллаєв
Міршод Атавуллаєв(узб. Mirshod Atavullaev, 20 червня 1992) — узбецький естрадний співак, актор, заслужений артист Узбекистану. Вона стала відомою в Узбекистані зі своєю піснею «Bolajon» (Хлопчик) у 2006 році. Також Міршод писав пісні узбецькою, таджицькою та мовами.
Великих успіхів Міршод досяг і в акторській майстерності. У 2009 році Міршад отримав широке визнання і визнання в Узбекистані після ролі в узбецькій драмі «Бакст учун мільйон». (Мільйон на щастя). З тих пір вона знялася в багатьох узбецьких комедійних фільмах. Зокрема, велику популярність акторові принесли фільми «Уйланіш», який вийшов на великі екрани в 2010 році, і «Ана Шолос».

## Біографія
Міршод Атавуллаєв народився 5 серпня 1992 року в місті Бухара в родині інтелігентів. Після закінчення школи в 2006 році навчався в Бухарському обласному медичному коледжі. У 2016-2018 роках навчався в Ташкентській державній медичній академії з пластичної хірургії. Також отримав академічну освіту за напрямом «Пластична хірургія» за 2018-2019 роки.

## Кар'єра
У 10 років Міршад заспіває свою першу пісню «Болалігім» дуетом зі своїм учителем Бобомуродом Хамдамовим. У 2003 році Міршод зняв кліп на пісню «Болалігім», і в цьому ж році вперше вийшов на велику сцену на сольному концерті свого вчителя Бобомурода Хамдамової. У 2004 році знявся у фільмі «Девона» з узбецьким актором Улугбеком Кодіровим і Джамілею Гафуровою. У 2005 і 2006 роках вона знялася в таких фільмах, як Baxt uchun million (Мільйон за щастя) і Shabbona.
Її професійна кар'єра почалася в 2004 році з випуску пісні «Snofdoshdasim» (Світ). У 2005 році вона підписала контракт з медіакомпанією Star і в тому ж році Міршод зіграла головну роль у фільмі «Марджонам» («Мій корал»). У 2006 році вийшла пісня «Болажон», яка згодом стала хітом. У цьому ж році вона представила ще один хіт «Дуньо» (Світ). У 2007 році був записаний перший студійний альбом «Болажон» (Хлопчик) і новий сингл «Сінфдошларім» (Мої однокласники). У 2008 році відбувся випуск другого студійного альбому «Мен борманку», більшість синглів якого виконані дуетами з вітчизняними співаками (з Шакнозом «Азізам», (Добре) з Азізою (гурт «Джонім»). ) «Алам-Алам» (О Боже мій) з Самандар Хамракулов «Кайерда» (Моя любов) і з Наргізою Абдуллаєвою). У тому ж році вона записала пісню «Alamlarga to’lgan dunyo» (Світ, повний страждань).
У серпні 2006 року став володарем Державної премії «Nihol», створеної для підтримки молоді Узбекистану. Наприкінці 2009 року став переможцем у номінації M&TVA-2009 «Кращий молодий співак року». Володар золотого диска премії «Узбегім тарона» радіо «Юлдзлі хіт-парад» 2010 року.
У 2009 і 2010 роках вона випустила такі пісні, як «Ko'ngil» (Серце) (саундтрек до фільму «Кафас»), «Arzimaydi» (Не варто того), «Seni deb» (Як ти), «Madžnun» (Божевільний). ), «Мактабім» (Моя школа). Наступний 2011 рік ознаменувався прем'єрою синглів і відео «Jim», «Qaydasan» (Де ти), дуетів «Qaylardan» (Звідки) з Гульмірою (співачкою з Хорезму) і «Taqdir» з Xurshid Nur. У 2012 році записала сингли та зняла кліпи «Дона-Дона» та «Esingdami» (Ти пам'ятаєш), «Qizaloq» (Дівчина), «Jonim» (Моя душа). 2013: «Ватан» (Батьківщина), «Кадам» (Крок). 31 січня та 1 лютого 2014 року в Стамбулі (Туреччина) Міршод виступав із концертною програмою. Навесні 2014 року було знято два кліпи на пісні «Айб менда» (Це моя вина) і «Go’zallar» (Красуні). Наприкінці 2014 року, завершивши творчу діяльність, Міршад продовжив діяльність у сфері медицини. Після 7-річної перерви Міршад розпочав творчу діяльність у 2021 році. У червні відбулися зйомки відео на пісню «Малікам» (Моя принцеса), кліп вийшов у липні 2022 року.

## Дискографія

### Студійні альбоми
| рік  | Альбом         |
| ---- | -------------- |
| 2004 | Dunyo          |
| 2006 | Men bormanku   |
| 2007 | Biyo Yorim     |
| 2008 | Aldangan Dunya |
| 2010 | Pul            |
| 2013 | Qadirdonlarim  |

### Відеоальбом
| рік  | Відеоальбом  |
| ---- | ------------ |
| 2004 | Dunyo        |
| 2010 | Ko’ngil      |
| 2012 | Maktabim     |
| 2016 | Men bormanku |

## Фільмографія
Нижче в хронологічному порядку-упорядкований список фільмів в яких Міршод Атавуллаєв з'явився
| Рік  | Фільм              | Українське ім'я  | Рол           | Джерело |
| ---- | ------------------ | ---------------- | ------------- | ------- |
| 2004 | Devona             | Божевільний      | Mardon        |         |
| 2005 | Baxt uchun million | Мільйон за щастя | Elmirod       |         |
| 2006 | Shabbona           | Шаббона          | Azamat(Lo’li) |         |
| 2009 | Uylanish           | Одружуватися     | Aziz          |         |
| 2011 | Qafas              | Клітка           | Murad         |         |
| 2012 | Sungi qo’ng’iroq   | Це дзвінок       | Nodir         |         |
| 2013 | Ana xolos          | Це все           | Atxam         |         |
| 2022 | Yur Muxabbat       | ?                | Turk          |         |

## Нагороди
Міршод Атавуллаєв отримав багато нагород.   Зокрема, «Nihol», узбецька нагорода, яка присуджується як визнання досконалості професіоналів музичної та кіноіндустрії. Співачка була удостоєна «Державної премії Ніхол» у 2006 році.
| рік  | Нагорода                                      | Номінація                     | Результат                                 |
| ---- | --------------------------------------------- | ----------------------------- | ----------------------------------------- |
| 2007 | «Зірковий хіт-парад» радіо «Ало фм»           | Золотий диск                  | Перемога (за пісню «Болажон»              |
| 2010 | "M&TVA»                                       | Найкраща молода співачка року | Перемога                                  |
| 2011 | «Зірковий хіт-парад» радіо «Uzbegim taronasi» | Золотий диск                  | Перемога (за пісню "Dunyo" (Світ))        |
| 2012 | «Зірковий хіт-парад» радіо «Ало FM»           | Золотий диск                  | Перемога (за пісню «Men bormanku» (Я там) |